# Le Vieux Cordelier Numero 5
Il quinto numero de Le Vieux Cordelier reca la data del 5 nevoso dell'anno II (25 dicembre 1793), ma fu messo in vendita solo il 16 (5 gennaio 1794).

## Le Vieux Cordelier, numero 5
Cospiratore? Lo è stato davvero e ben prima del 1789, ha scritto. Cospiratore chi e contro che cosa? Della libertà contro l'aristocrazia. Lo era stato nel 1788 come poeta - Maximilien de Robespierre non lo ricorda in occasione della riunione del 16 dicembre 1793 presso il club dei Giacobini? Cospiratore, lo era ancora il 12 luglio 1789, quando ha fomentato le persone al Palais-Royal. Cospiratore ancora una volta, e con Georges Jacques Danton come con Robespierre nel 1790: gli otto volumi che formavano la sua France libre (Francia libera), la Lanterne aux Parisiens (La Lanterna per i parigini), Les Révolutions de France et de Brabant (Le rivoluzioni di Francia e del Brabante) e La Tribune de patriotes (La Tribuna dei patrioti) erano lì per dimostrare le sue « cospirazioni contro gli aristocratici di ogni tipo, i monarchici, i Foglianti, i Brissotini e i "federalisti" ».
Non basta che mettergli i sigilli, l'investigatore vi coglierà una moltitudine di voti, i più onorevoli che un uomo possa ricevere, e che provengono dalle quattro parti del mondo! da Jacques Necker a Jacques Pierre Brissot; mai esso ha deviato dalla linea della Dichiarazione dei Diritti dell'Uomo ed è sempre stato sei mesi, a volte diciotto mesi, in anticipo sulla pubblica opinione.
Egli può aver commesso alcuni errori di valutazione in merito al vero patriottismo di questo o quel politico, si è sempre alla fine ripreso ed era sempre in grado di riferire su di loro anche quando gli stessi hanno cercato di corromperlo. A tutti i vantaggi che gli venivano offerti per stare in silenzio, aveva sempre preferito la possibilità della reclusione. Quei patrioti di fresca data, questi repubblicani del 10 agosto (1792), che lo perseguitavano con il loro odio, potevano meglio di esso essere l'amico del popolo?
Si montavano sempre contro di esso dei casi come quello di Dillon (Arthur de Dillon) per screditarlo. No, lui non aveva difeso questo generale, ha chiesto solo che lo stesso sia giudicato per dimostrare la sua buona fede. Si sono dimenticati gli aristocratici generali ma lui no, Camille Desmoulins, ha avuto il coraggio di parlare quando tutti tacevano.
Collot d’Herbois ironizzava ai Club dei Giacobini su Camille Desmoulins « interamente consegnato agli impulsi della sua mente » passando il suo tempo « a tornare indietro di cinquecento anni per fornire gli orari che l'hanno visto patriota » e quindi non idonei ad essere messi a livello della Rivoluzione. Questo membro del Comitato di salute pubblica, ribatte Camille Desmoulins, farebbe meglio a ricordare i suoi errori del passato, lui che non aveva sempre saputo distinguere tra i nemici della Repubblica e chi si lasciava andare ancora ad ascoltare con orecchio compiacente le lusinghe del « Padre Duchesne ».
Jacques-René Hébert chiamava Camille Desmoulins come Louis-Marie Stanislas Fréron un « ci-devant » patriota, « un moscardino », « un sardanapale », « un viédase ».
Quale credito si può accordare a questo calunniatore, a questo redattore di lettere anonime, a questo ex distributore di biglietti alla porta del teatro di Parigi, che oggi vive nel lusso, maneggiando il denaro di Bouchotte), del banchiere Kock e di un agente degli émigré.
Eppure questo « sfrontato ambizioso » questo « "avilisseur" del popolo francese e della Convenzione », in una parola questo « furfante » è stato in grado di raggirare degli uomini come Bertrand Barère e Collot d'Herbois e a metterli contro di lui distorcendo le proposte del « Vieux Cordelier ».
Jacques-René Hébert sosteneva che Camille Desmoulins restava favorevole al mantenimento delle « case del sospetto » ma richiedeva un chiarimento della definizione di sospetto.
Riprendendo abilmente delle espressioni di Robespierre, ha detto « Ho avuto il merito di aver fatto brillare il primo raggio di speranza per i « patrioti » detenuti ». Ha continuato « le case del sospetto non tratterranno più sino alla pace all'inferno di Dante dove « non c'è speranza ». »
Lo si accusava di essere il capo degli aristocratici, dei moderati? Plagiando le parole di Maximilien de Robespierre sul governo rivoluzionario, ha ammonito « :che la nave della Repubblica, che corre tra le due insidie che ho citato, si avvicina troppo a quella del modérantisme, vedremo se aiuterò la manovra vedremo se io sono un moderato! Sono stato rivoluzionario, prima di tutti voi. Sono stato un brigante, e me ne faccio gloria, quando, nella notte dal 12 al 13 luglio 1789, io e il generale Danican abbiamo fatto aprire le botteghe degli archibugi, per armare i battaglioni dei sanculotti. Così ho avuto l'audacia della rivoluzione. Oggi, deputato all'Assemblea nazionale, l'audacia che mi si adatta è quella della ragione, quella di dire le mie opinioni con franchezza. Io la conserverò fino alla morte, questa audacia repubblicana contro tutti i despoti e anche se non ignoro la massima di Machiavelli, « che non c'è tirannia più sfrenata di quella dei piccoli tiranni ». »
L'anarchia minacciava la Repubblica dal momento che ogni piccolo comitato locale, qualsiasi funzionario dello Stato faceva le leggi. Lui, Camille Desmoulins ha avuto il coraggio di dirlo. Era stato ascoltato.
Con un capovolgimento improvviso, ecco che egli elogia il Comitato di salute pubblica. Il Comitato di salute pubblica, questo Comitato di salvezza ha posto rimedio allo « smembramento della Repubblica. C'erano ancora dei punti di attrito tra lui e alcuni membri del Comitato, ma queste non erano che dispute domestiche, « litigi in famiglia ». »
Resta allineato alla politica di Robespierre che aveva conosciuto « ancorarsi alle massime fondamentali della nostra Rivoluzione e soltanto su quelle la libertà potrà essere affermata, e sfidare gli sforzi dei tiranni e il tempo ».
In questo numero 5, Camille Desmoulins insinua che Jacques-René Hébert è stato coinvolto mediante pagamenti, nell'ultimo piano di fuga di Maria Antonietta d'Austria (la cospirazione del Œillet). Egli denuncia le 120 000 livres di sovvenzioni che gli ha concesso il generale Jean-Baptiste Bouchotte per il suo giornale, Le Père Duchesne. Egli accusa Jacques-René Hébert per il suo estremismo di avere voluto preparare la controrivoluzione con l'aiuto, senza tuttavia menzionarlo, di Jean de Batz.